# Dayushu, Peking
Dayushu (kinesiska: 大榆树, 大榆树镇) är en köping i Kina. Den ligger i stadsdistriket Yanqing i Pekings storstadsområde, i den norra delen av landet, omkring 66 kilometer nordväst om stadskärnan. Antalet invånare är 21 630. Befolkningen består av 10 493 kvinnor och 11 137 män. Barn under 15 år utgör 6,0 %, vuxna 15-64 år 85 %, och äldre över 65 år 7,0 %.